# 各務東町
各務東町（かかみひがしまち）は、岐阜県各務原市の地名。現行行政町名は各務東町一丁目から各務東町七丁目。

## 地理
各務原市の東部の鵜沼地区に属し、鵜沼地区の西部（旧・各務村）の地域である。
町域の東部は各務、各務車洞、西部は各務おがせ町、須衛町、南部は各務おがせ町、松が丘、北部は須衛、各務に接する。
地名は旧来の各務村の「東組」に因む。
五丁目には各務東町工業団地がある。
道路
- 各務原パークウェイ
- 岩坂グリーンロード

## 歴史
各務原市発足後、この地域は各務の一部であった。1977年（昭和52年）5月13日に各務の一部をもって各務東町を設置する。

## 世帯数と人口
2024年（令和6年）10月1日現在の世帯数と人口は以下の通りである。尚、統計上、一丁目と二丁目、及び五丁目と六丁目をまとめて記述する。
| 丁目               | 世帯数  | 人口  |
| ------------------ | ------- | ----- |
| 各務東町一・二丁目 | 49世帯  | 125人 |
| 各務東町三丁目     | 50世帯  | 146人 |
| 各務東町四丁目     | 37世帯  | 109人 |
| 各務東町五・六丁目 | 42世帯  | 111人 |
| 各務東町七丁目     | 53世帯  | 124人 |
| 計                 | 231世帯 | 615人 |

## 小・中学校の学区
市立小・中学校に通う場合、学区は以下の通りとなる。
| 番・番地等 | 小学校               | 中学校               |
| ---------- | -------------------- | -------------------- |
| 全域       | 各務原市立各務小学校 | 各務原市立鵜沼中学校 |

## 主な施設
- 山中不動院
- 立岩不動明王
- 教福寺
- 栄林寺
- 洞谷寺
- 神明神社
- 木戸宮前公民館
- 知多鋼業各務原東工場、各務原西工場
- フジミインコーポレーテッド各務原工場